# Aktedrilus parviprostatus
Aktedrilus parviprostatus är en ringmaskart som beskrevs av Erséus 1980. Aktedrilus parviprostatus ingår i släktet Aktedrilus och familjen glattmaskar. Inga underarter finns listade i Catalogue of Life.